# Hands All Over (chanson de Maroon 5)
Pour les articles homonymes, voir Hands All Over.
Singles de Maroon 5
Give a Little More Never Gonna Leave This Bed
Pistes de Hands All Over
I Can't Lie How
Hands All Over est un morceau extrait du troisième album Hands All Over du groupe Maroon 5.

## Signification
Dans la chanson, Adam Levine parle d'une relation passionelle avec une fille qui veut de lui, puis qui ne veut plus de lui.

## Le Clip
Le clip de cette chanson a été mis en ligne le 22 décembre 2010, surement comme un "cadeau" de noël de la part du groupe, car aucune annonce officiel disant que cette chanson était le nouveau single ou autre n'a été faite.
Dans celui-ci se présente sous la forme d'un dessin animé avec un fond noir où Adam Levine et les autres membres du groupe se retrouvent dans une mise en scène sexy avec une jolie fille très peu vêtue.
Ce clip fait très rock'n'roll, très glamour.